# Vejprty
Vejprty (tyska: Weipert) är en stad i Tjeckien. Den ligger i distriktet Chomutov och regionen Ústí nad Labem, i den nordvästra delen av landet, 110 km väster om huvudstaden Prag. Vejprty ligger 724 meter över havet och antalet invånare är 2 827 (2016).
Terrängen runt Vejprty är varierad, och sluttar norrut. Runt Vejprty är det ganska tätbefolkat, med 60 invånare per kvadratkilometer. Närmaste större samhälle är Klášterec nad Ohří, 15,7 km sydost om Vejprty. I omgivningarna runt Vejprty växer i huvudsak blandskog.
Trakten ingår i den boreala klimatzonen. Årsmedeltemperaturen i trakten är 5 °C. Den varmaste månaden är juli, då medeltemperaturen är 16 °C, och den kallaste är januari, med −8 °C.